# 1788 في فرنسا
فيما يلي قوائم الأحداث التي وقعت خلال عام 1788 في فرنسا.

## سياسة

### تعيين في المنصب
- 25 يونيو – جاك نيكر رئيس الوزراء الفرنسي.

## كتب
من الكتب التي صدرت هذه السنة في فرنسا:
- 1 يناير – الفضيلة من تأليف برناردين دي سان بيير.

## مواليد

### مارس
- 7 مارس – أنطوان سيزار بيكريل
- 12 مارس – ديفيد د. أنجرز
- 22 مارس – بيير-جوزيف بيليتييه كيميائي فرنسي.

### مايو
- 10 مايو – أوغستان-جان فرينل فيزيائي فرنسي.
- 17 مايو – سليمان باشا الفرنساوي جندي مصري.

### يونيو
- 21 يونيو – أوغستا من بافاريا أميرة بافارية.

### يوليو
- 1 يوليو – جان فيكتور بونسيليه

### سبتمبر
- 10 سبتمبر – جاك بوشيه دو بيرث

### أكتوبر
- 3 أكتوبر – جان بول ألو رسام فرنسي.

## وفيات

### يناير
- 1 يناير – جان فرانسوا دو لابيروز (مواليد 1741) مستكشف فرنسي.

### فبراير
- 4 فبراير – كلود إتيان سافاري (مواليد 1750)

### أبريل
- 15 أبريل – جان بول جراندجين دي فوتشي (مواليد 1707) عالم فلك فرنسي.
- 16 أبريل – جورج دي بوفون (مواليد 1707)

### أكتوبر
- 24 أكتوبر – فرانسوا جان دي شاتليه (مواليد 1734) كاتب فرنسي.